# 代尔瓦勒
代尔瓦勒（法語：Derval，法語發音：[dɛʁval] ⓘ）是法国大西洋卢瓦尔省的一个市镇，位于该省北部，属于沙托布里扬-昂斯尼区。

## 地理
代尔瓦勒（47°40'3"N, 1°40'17"W）面积63.51 平方千米，位于法国卢瓦尔河地区大区大西洋卢瓦尔省，该省份为法国西北部沿海省份，位于布列塔尼半岛东南部，北起伊勒-维莱讷省，西北接莫尔比昂省，西临大西洋，南至旺代省，东临曼恩-卢瓦尔省。
与代尔瓦勒接壤的市镇（或旧市镇、城区）包括：大富日赖、孔克勒伊、让斯、吕桑热、栋河畔马尔萨克、穆艾、皮耶里克。
代尔瓦勒的时区为UTC+01:00、UTC+02:00（夏令时）。

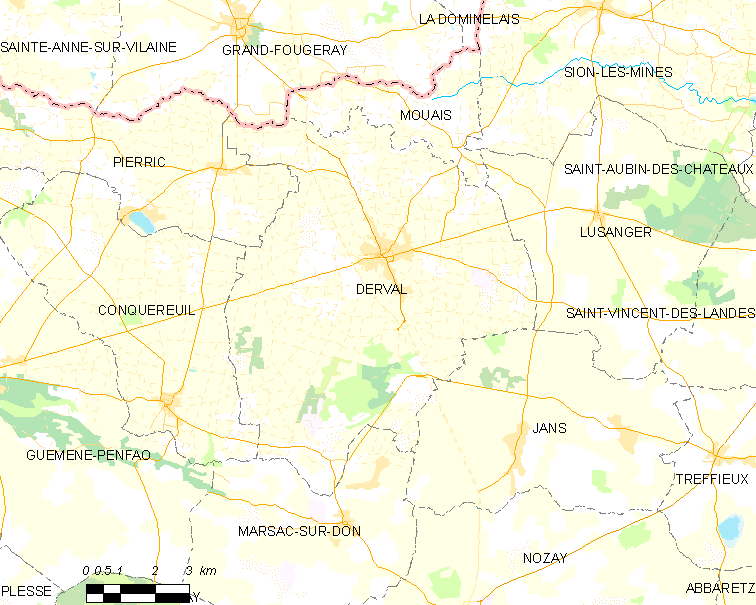
代尔瓦勒的OSM定位图

## 行政
代尔瓦勒的邮政编码为44590，INSEE市镇编码为44051。

## 政治
代尔瓦勒所属的省级选区为盖姆内庞福县。

## 交通
法国国道N137线和大西洋卢瓦尔省省道D44线、D46线、D537线、D775线在境内交汇。

## 人口

1962-2008年间代尔瓦勒人口变化图示

代尔瓦勒于2022年1月1日时的人口数量为3578人。